# Massacro alla Robb Elementary School
Il massacro alla Robb Elementary School è stata una strage in ambito scolastico avvenuta il 24 maggio 2022 negli Stati Uniti d'America, che ha coinvolto alunni e insegnanti di una scuola elementare del distretto amministrativo di Uvalde, in Texas.
Il 24 maggio 2022, il diciottenne Salvador Rolando Ramos ha ucciso diciannove studenti e due insegnanti e ha ferito altre diciassette persone alla Robb Elementary School di Uvalde, Texas, Stati Uniti. Ciò è avvenuto dopo aver sparato a sua nonna in fronte, ferendola gravemente, in procinto di fermarlo. Si è poi recato alla scuola e ha sparato all'esterno per circa due minuti. Poi è entrato con un fucile tipo AR-15 attraverso una porta d'ingresso laterale aperta, senza incontrare resistenza armata. Si è poi rinchiuso in un'aula, uccidendo diciannove studenti e due insegnanti, rimanendo lì per circa un'ora prima di essere ucciso da un'unità tattica della pattuglia di frontiera degli Stati Uniti (BORTAC). È la terza sparatoria più grave di sempre verificatasi in una scuola americana, dopo la sparatoria alla Virginia Tech nel 2007 e la sparatoria alla Sandy Hook Elementary School nel 2012, e la più mortale in Texas.
Le forze dell'ordine sono state criticate per le loro tardive azioni in risposta alla sparatoria e la loro condotta è stata esaminata in indagini separate dalla Texas Ranger Division e dal Dipartimento della giustizia degli Stati Uniti d'America. Dopo aver inizialmente elogiato i primi soccorritori alla sparatoria, il governatore del Texas Greg Abbott ha chiesto un'indagine sulla mancanza di azione da parte dei comandanti. Gli agenti di polizia hanno atteso 78 minuti sul posto prima di irrompere nell'aula per ingaggiare uno scontro con l'assassino. La polizia ha anche isolato il cortile della scuola, provocando violenti conflitti tra polizia e civili che stavano tentando di entrare nella scuola per salvare i bambini. Successivamente, i funzionari locali e statali hanno fornito rapporti imprecisi sulla sequenza temporale delle azioni di polizia e sulle azioni di polizia sopravvalutate. Il dipartimento di pubblica sicurezza del Texas ha riconosciuto che è stato un errore ritardare un assalto contro Ramos rinchiuso in un'aula piena di studenti, attribuendo ciò alla valutazione del capo della polizia del distretto scolastico indipendente di Uvalde come una situazione con un "soggetto barricato" al posto di un "tiratore attivo".
Dopo la sparatoria, avvenuta solo dieci giorni dopo un’altra sparatoria in un supermercato a Buffalo, sono seguite discussioni più ampie sulla cultura e la violenza delle armi negli Stati Uniti, sulla situazione di stallo della politica su questo argomento e sull'incapacità delle forze dell'ordine di fermare l'attacco. Alcuni hanno sostenuto il rinnovo del divieto federale di detenere armi d'assalto. Altri hanno criticato i politici per il loro ruolo percepito nel continuare a consentire sparatorie di massa. I repubblicani hanno risposto resistendo all'attuazione delle misure di controllo delle armi, e hanno chiesto di aumentare le misure di sicurezza nelle scuole, come armare gli insegnanti; hanno anche accusato i loro oppositori di aver politicizzato la sparatoria. Alcuni senatori repubblicani hanno espresso apertura a un accordo bipartisan sulla riforma delle armi, come incentivare gli stati ad approvare leggi in merito e ampliare i controlli sui precedenti penali degli acquirenti di armi.

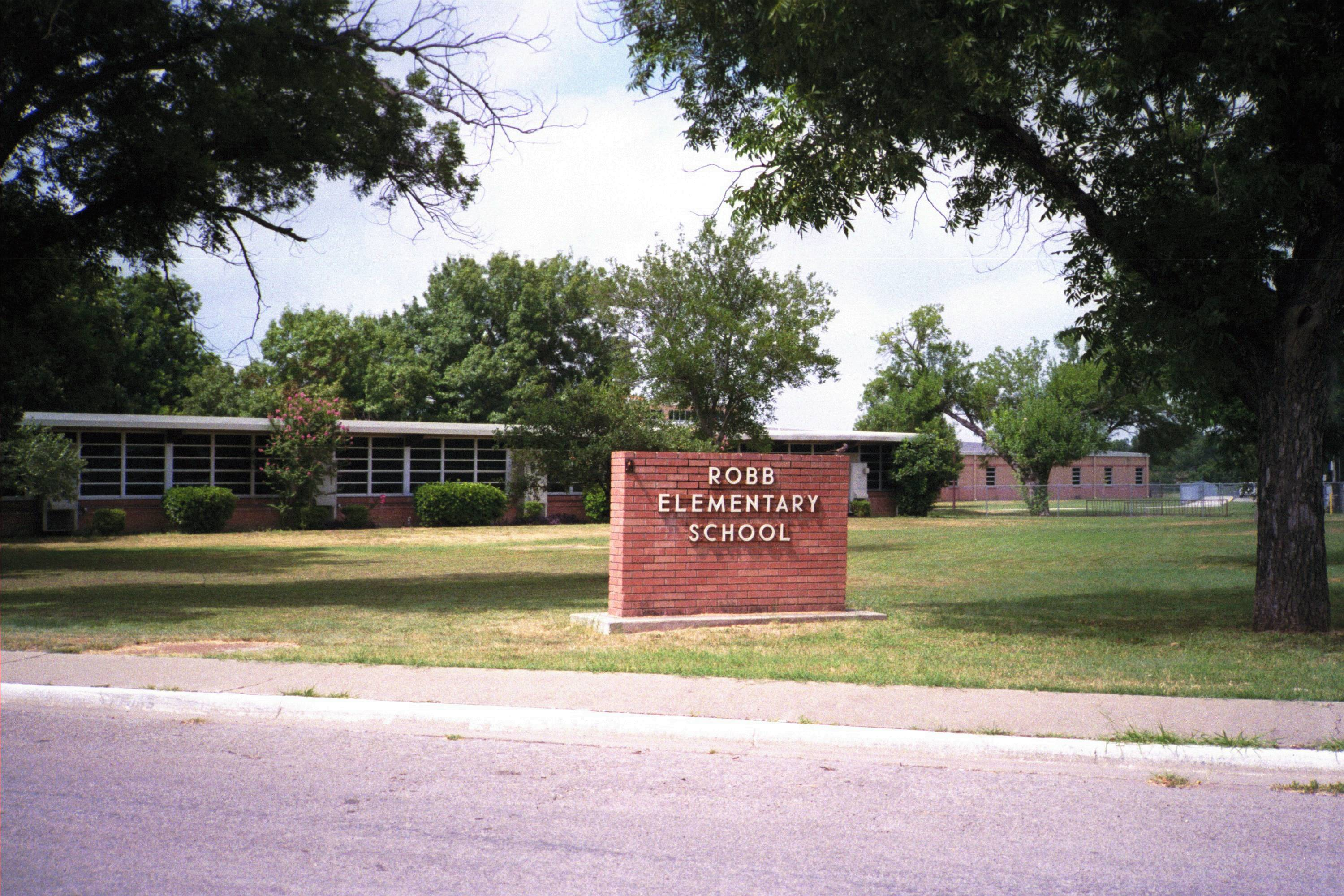
Robb Elementary School nel 2015

Uvalde è una città a maggioranza ispanica di circa 16.000 persone nella regione del Texas meridionale; si trova a circa 60 miglia (97 km) est del confine tra Messico e Stati Uniti d'America e a circa 85 miglia (137 km) ovest di San Antonio. Nel 2022, circa il 90% dei 600 studenti della Robb Elementary School, dal secondo al quarto anno, erano ispanici e circa l'81% della popolazione studentesca proveniva da ambienti economicamente svantaggiati. Il giorno della sparatoria c'era stata una cerimonia di premiazione a scuola.

## Preparativi per la sicurezza della scuola
La città di Uvalde ha speso il 40% del suo budget municipale per il suo dipartimento di polizia nell'anno fiscale 2019-2020, e l'Uvalde Consolidated Independent School District (UCISD), il distretto scolastico che governa la Robb Elementary School, aveva attuato misure di sicurezza al momento della sparatoria. L'UCISD aveva un dipartimento di polizia di sei agenti responsabile della sicurezza nelle otto scuole del distretto. Aveva anche più che raddoppiato le sue spese per le misure di sicurezza nei quattro anni precedenti la sparatoria e nel 2021 aveva ampliato le sue forze di polizia da quattro a sei. Lo stato del Texas aveva concesso all'UCISD una sovvenzione di $ 69.141 per migliorare le misure di sicurezza nell'ambito di uno stanziamento di $ 100 milioni in tutto lo stato effettuato dopo la sparatoria alla Santa Fe High School del 2018, in cui furono uccise dieci persone. Il distretto aveva anche uno staff di sicurezza che pattugliava le porte d'ingresso e i parcheggi nei campus secondari. Dal 2020 il capo della Polizia dell'UCISD è Pedro Arredondo.
La scuola e il distretto scolastico avevano in atto ampie misure di sicurezza. La scuola ha utilizzato Social Sentinel, un servizio software che monitora gli account sui social media degli studenti e di altre persone affiliate a Uvalde per identificare le minacce contro studenti o personale. Il piano di sicurezza scritto dal distretto rilevava l'uso del "Sistema di gestione dei visitatori Raptor" nelle scuole per scansionare gli ID dei visitatori e confrontarli con le liste di controllo, nonché l'uso di radio ricetrasmittenti, recinzioni intorno al campus, valutazione delle minacce scolastiche, squadre e una politica di chiusura delle porte delle aule.
L'UCISD ha tenuto esercitazioni congiunte di formazione sulla sicurezza nell'agosto 2020 insieme alla polizia della città di Uvalde, al dipartimento dello sceriffo della contea di Uvalde e ad altre forze dell'ordine locali. Nel marzo 2022 l'UCISD ha anche ospitato un'esercitazione di addestramento sullo scenario di tiratori attivi, che ha coperto una serie di argomenti, come le risposte in solitario ai tiratori attivi, il primo soccorso e l'evacuazione e gli scenari messi in atto attraverso i giochi di ruolo. L'esercizio riguardava anche la capacità di confrontare e contrastare una situazione di tiratore attivo rispetto a un soggetto barricato o una crisi di ostaggi in cui una persona armata si isola con una capacità limitata o nulla di danneggiare gli altri.

## Eventi

### L'incidente
Il 24 maggio 2022, Salvador Rolando Ramos e sua nonna di 66 anni hanno litigato per il suo fallimento nell'ottenere il diploma liceale nella loro casa di Uvalde. Durante il litigio, Ramos ha sparato alla fronte alla nonna prima di prendere il suo camioncino Ford. La donna è sopravvissuta e ha cercato aiuto presso i vicini mentre sono stati chiamati gli agenti di polizia. La donna è stata poi trasportata in aereo in un ospedale di San Antonio in condizioni critiche. Usando il suo account Facebook, Ramos ha inviato tre messaggi privati a una ragazza tedesca di 15 anni che aveva incontrato online prima della sparatoria: il primo per dirle che avrebbe sparato a sua nonna, un secondo per dire che aveva sparato a sua nonna, e un terzo, circa 15 minuti prima della sparatoria, per dire che avrebbe aperto il fuoco contro una scuola elementare. Un portavoce di Meta, la società madre di Facebook, ha affermato che i post erano "messaggi di testo privati" scoperti dopo la sparatoria.
Ramos ha fatto schiantare il camioncino di sua nonna su una barriera e in un fosso di cemento fuori dalla scuola elementare Robb alle 11:28 CDT (UTC–5). Secondo le riprese della polizia e delle telecamere di sicurezza, indossava un giubbotto antiproiettile senza inserti di armatura, uno zaino e abiti completamente neri, mentre trasportava un fucile AR-15 e sette caricatori da 30 colpi. Ha portato nella scuola solo uno dei due fucili che aveva acquistato legalmente e ha lasciato l'altro nel camioncino. Un testimone ha detto di averlo visto sparare per la prima volta contro due persone in una vicina camera di pompe funebri, entrambe rimaste illese. La polizia ha riferito di aver ricevuto chiamate al 9-1-1 per un veicolo che si era schiantato vicino alla scuola.
Dopo aver sentito della chiamata 9-1-1, un addetto alle risorse scolastiche si è recato al campus della scuola e ha inseguito un insegnante che credeva erroneamente fosse l'uomo armato, superando Ramos. Questi ha quindi lasciato cadere una borsa di munizioni nera e si è avventurato ulteriormente nella scuola. È entrato nella scuola alle 11:33 attraverso una porta di uscita sul lato ovest che era stata precedentemente aperta alle 11:27 da un insegnante che era corso in un'altra classe per prendere un telefono. Il capo della polizia dell'UCISD ha stimato che la sparatoria sia iniziata alle 11:32; secondo un post su Facebook della scuola, la scuola è stata messa in isolamento alle 11:43 in risposta a spari sentiti nelle vicinanze.
Dopo essere entrato nell'edificio, Ramos ha percorso due brevi corridoi ed è entrato in un'aula collegata a un'altra classe. Un sopravvissuto alla sparatoria ha detto che, mentre l'insegnante Irma Garcia ha tentato di chiudere a chiave la porta dell'aula, Ramos ha sparato alla finestra, quindi ha costretto Garcia in classe e le ha detto "Buonanotte" mentre le sparava e la uccideva. Un altro sopravvissuto ha dichiarato che Ramos ha detto "Morirete tutti" dopo essere entrato in classe. Ha quindi aperto il fuoco sul resto degli studenti e su un'altra insegnante nella stanza. Secondo uno studente sopravvissuto, Ramos ha ascoltato "musica triste" prima dell'inizio della sparatoria. Tutte le vittime, compresi gli studenti e due insegnanti, si sono verificate nell'aula di quarta elementare dove si era rinchiuso.
La maggior parte della sparatoria è avvenuta all'interno dell'edificio nei primi minuti; Ramos è rimasto nell'edificio per 40-60 minuti mentre la polizia armata rimaneva fuori dall'aula e dall'edificio. Diversi studenti si sono finti morti durante la sparatoria, tra cui una studentessa, Miah Cerrillo di 11 anni, che ha usato il sangue di una delle sue compagne morte per imbrattarsi e dare credito al sotterfugio. Secondo uno studente nascosto nell'aula adiacente, Ramos è entrato e si è leggermente accucciato, dicendo "È ora di morire", prima di aprire il fuoco. In seguito, un agente che ha risposto ha gridato: "Urla se hai bisogno di aiuto!" Una ragazza nell'aula adiacente ha detto "aiuto". Ramos ha sentito la ragazza, è entrato in classe e le ha sparato. Lo studente ha detto che l'agente è poi entrato in classe e Ramos ha sparato contro di lui, provocando la risposta di altri agenti. Questi sono arrivati quattro minuti dopo che Ramos era entrato nella scuola ma si sono ritirati dopo che Ramos aveva sparato contro di loro. Gli agenti non sono riusciti a stabilire un negoziato.

## Vittime
Studenti
- Nevaeh Alyssa Bravo, 10
- Jacklyn Jaylen Cazares, 9
- Makenna Lee Elrod, 10
- Jose Manuel Flores Jr., 10
- Eliahna Amyah Garcia, 9
- Uziyah Sergio Garcia, 10
- Amerie Jo Garza, 10
- Xavier James Lopez, 10
- Jayce Carmelo Luevanos, 10
- Tess Marie Mata, 10
- Maranda Gail Mathis, 11
- Alithia Haven Ramirez, 10
- Annabell Guadalupe Rodriguez, 10
- Maite Yuleana Rodriguez, 10
- Alexandria Aniyah Rubio, 10
- Layla Marie Salazar, 11
- Jailah Nicole Silguero, 10
- Eliahna Cruz Torres, 10
- Rogelio Fernandez Torres, 10

Insegnanti
- Irma Linda Garcia, 48
- Eva Mireles, 44